# Állj ki mellettem!
Az Állj ki mellettem! (eredeti cím: The Body) Stephen King 1982-ben megjelent kisregénye, melyet A remény rabjai című gyűjteményes kötetben adtak ki.
A történet 1960 nyarán játszódik a szerző műveiben gyakran felbukkanó fiktív maine-i településen, Castle Rockban. Miután egy fiú eltűnik és halottnak hiszik, a 13 éves Gordie LaChance három barátjával együtt hosszú kirándulásra indul, hogy felkutassák a holttestet. Az út során a diszfunkcionális, gyakran bántalmazó családokból származó fiúk értékes élettapasztalatokra tesznek szert az elmúlással és azzal kapcsolatban, lehet-e jövőjük egy kis iparvárosban felnőve.
A kisregényből 1986-ban jelent meg egy sikeres filmadaptáció, Állj mellém! címmel, Rob Reiner rendezésében.

## Cselekmény
Gordon "Gordie" LaChance visszaemlékszik a maine-i Castle Rockban töltött gyermekkorára. A kisfiú bátyja, Dennis nem sokkal korábban halt meg, szülei – akik kivételeztek elhunyt gyermekükkel – depressziójuk miatt nem foglalkoznak Gordie-val. 1960-ban Gordie és három barátja, Chris Chambers, Teddy Duchamp és Vern Tessio a John "Ász" Merrill vezette rettegett utcai bandától megtudja, hogy véletlenül megtalálták egy Ray Brower nevű eltűnt fiú holttestét, akit vonat gázolt halálra. Mivel a banda egy lopott autóval furikázva bukkant rá a szerencsétlenül járt fiúra tetemére, nem jelentik az esetet a rendőrségnek. Gordie és társai elhatározzák, ők maguk fedezik fel "hivatalosan" a testet, ezáltal híressé válhatnak közösségükben. Chris ellopja apja lőfegyverét és a fiúk kempingezni indulnak.
A történet elmesélése során a felnőtt Gordie beszél első kiadott művéről is, melynek főszereplője Edward "Chico" May és részben saját élete ihlette. Útközben a fiúk behatolnak a városi szeméttelepre, ahol Milo Pressman, a telep gazdájának Chopper nevű kutyája üldözőbe veszi őket. Teddy heves szócsatába keveredik az apját inzultáló Milóval, majd Gordie-t és Vernt kis híján elgázolja egy tehervonat, mialatt átkelnek egy vasúti hídon. Gordie pihenés közben elmeséli egy másik, meglehetősen gyomorforgató írását is társainak. Másnap reggel a négy fiú egy kis tóban úszkál, de piócák tömege támadja meg őket.
Egy vihar után végül rátalálnak a vonat által szétroncsolt holttestre. Ász bandája is megérkezik és vitatkozni kezdenek, Chris fegyvert ránt és távozásra készteti az idősebb fiúkat, Ász bosszút esküszik. A kimerült, levert és a megtorlástól rettegő fiúk úgy döntenek, inkább hazamennek. Az egyik bandatag névtelenül bejelenti a holttest tartózkodási helyét. Ász bandája mind a négy fiút brutálisan összeveri a korábbi  eseményekre adott bosszúként. A négy srác idővel eltávolodik egymástól, Gordie és Chris mégis közeli barátok maradnak. Chris elkötelezi magát a tanulás mellett és Gordie támogatásával sikerül bejutnia egy egyetemre, ahol mindketten lediplomáznak. 
A jelenben Gordie elmeséli, hogy Christ egy éttermi vita során halálra késelték. Vern és Teddy is tragikus körülmények közt hunyt el, egy lakástűzben, illetve egy autóbalesetben. Gordie sikeres íróként visszalátogatott Castle Rockba, ahol találkozott az immár alkoholista gyári munkás Ásszal.

## Fordítás
- Ez a szócikk részben vagy egészben  a   The Body (King novella) című angol Wikipédia-szócikk fordításán alapul.  Az eredeti cikk szerkesztőit annak laptörténete sorolja fel. Ez a jelzés csupán a megfogalmazás eredetét és a szerzői jogokat jelzi, nem szolgál a cikkben szereplő információk forrásmegjelöléseként.